# AS 314
Der Stern AS 314, auch als V452 Scuti bekannt, ist ein Stern im Sternbild Schild (Scutum) und kann mit seiner scheinbaren Helligkeit von 9,85 mag mit kleinen Teleskopen beobachtet werden.

## Erste Untersuchungen
AS 314 war  kaum untersucht als Miroschnytschenko et al. ihn im Jahre 2000 aus Beobachtungen als weißen Überriesen mit einer absoluten Helligkeit von -8 Magnituden und Kandidaten für einen leuchtkräftigen blauen Veränderlichen identifizierten. Daraus ergäbe sich ein Abstand von rund 10 Kiloparsec (zirka 32.600 Lichtjahre) und eine Leuchtkraft des 160.000-fachen der Sonnenleuchtkraft L☉. Diese Daten standen schon damals im Widerspruch zur auch in der gleichen Arbeit zitierten von Hipparcos gemessenen Parallaxe.
Der beobachtete Infrarotexzess wurde als Staubhülle gedeutet, die möglicherweise ein Ausbruch des Sterns in seiner Vergangenheit als leuchtkräftiger blauer Veränderlicher hervorgebracht hätte, denn seine Position im Hertzsprung-Russell-Diagramm setzte ihn in die Nähe solcher Sterne.
Jedenfalls ist er nicht als „lupenreiner“ leuchtkräftiger blauer Veränderlicher (LBV) klassifiziert, sondern nur als Kandidat (cLBV).

## Neuere Messungen
Die Hipparcos-Parallaxen und Eigenbewegungen sind groß und legten einen viel näheren und daher weniger leuchtkräftigen Stern nahe. Neuere Messungen der Gaia-Mission deuten wiederum auf eine größere Distanz hin. Während Hipparcos eine Parallaxe von 3,58 (Perryman 1997) resp. 4,29 (van Leeuwen 2007) bestimmte, bestimmte Gaia eine Parallaxe von 0,91 (Gaia DR1), resp. 0,62 (Gaia DR2). Umgerechnet in eine Entfernung hätte Hipparcos also den Stern bei etwa 1000 Lichtjahren Entfernung verortet, während Gaia ihn nun bei 5000 Lichtjahren Distanz bei wesentlich kleinerem Fehler vermutet. In jedem Fall scheinen die neueren Messungen auf eine deutlich kürzere Distanz als 10 Kiloparsec hinzudeuten, wodurch der Stern auch weniger leuchtkräftig wäre als zunächst vermutet.